# 肘折希望大橋
肘折希望大橋（ひじおりのぞみおおはし）は山形県最上郡大蔵村の山形県道57号戸沢大蔵線上にある肘折温泉と国道458号を繋ぐ橋（鋼製ラーメン構造桟道橋）。ループ状の2階建てのような形をしており、国道458号からS字カーブを描きながら温泉街へと下っていく。2012年4月10日の地滑りによる道路崩落に伴い急きょ建設された。
橋の長さは約240m。これは鋼製ラーメン桟道橋としては日本最長である。

## 歴史
2012年4月と5月に大蔵村で土砂崩れが計8回発生。その規模は拡大し、土砂と雪が肘折温泉近くの銅山川に流れ込み、温泉街が水没する危険が生じるまでになった。肘折地区の自治会では急きょ臨時のFM局を開設、水位情報や除雪情報などを発信し続けた。
その後融雪期を越え、温泉街はようやく落ち着きを取り戻したが、地滑りの影響により温泉街と村の中心部を結ぶ県道の一部が通行不能に。迂回路となった道は道幅が狭く、バスを含む大型車の乗り入れが出来ない。また同地域は日本有数の豪雪地帯であるため、迂回路も冬は通行止めとなる。おりしも東日本大震災や豪雪の影響で客足が落ち込んでいた温泉街にとって、この道路崩落は大きな打撃となっていた。
そのため、地元の強い要望で、県道57号上の土砂崩れの部分を避けた場所に新たな橋を急きょ建設することとなった。ただし迂回路は冬季通行止めになるため、降雪前の完成が求められていた。そのため橋は2012年8月に建設が始まり、24時間体制で工事が進められ、同年12月31日に仮開通。このままでは資材の耐用年数が短いことから、迂回路が確保出来た2013年5月7日に一旦通行止めにして本設工事を開始し、同年11月30日に本開通となった。
橋の名前は大蔵村の募集により採用された「肘折希望橋」に、吉村美栄子山形県知事が「大」の字を加えて「肘折希望大橋」となった。橋の完成により、大蔵村中心部から温泉街への所要時間が10～15分短縮され、温泉施設の利用客も増加したという。
通常の720度ループ橋とは異なり、540度ループし、後のヘアピンカーブと足して720度ループとなっている。

## 構造

### 工法
肘折希望大橋はメタルロード工法と呼ばれる工法が採用されている。これは中山間部の急斜面の道路拡張工事などに適しているとされる工法で、短尺で軽量なプレハブ部材で構成され、山間部の狭小で複雑な地形にも対応出来る。
肘折希望大橋では鋼管杭を119本地中に打ち込み、鋼管杭に直接桁を架設し、コンクリート製の床板を設置して道路を構築している。

### 橋名板
橋名板は4ヵ所に設置されている。漢字の橋名板の文字は吉村県知事の直筆によるもので、屋外では世界初とされる有機EL照明を使用している。反対側にある平仮名の橋名板の文字は地元の小・中学生が一文字ずつ筆書きした。

### 欄干
橋の欄干は朱色になっている。これは吹雪や濃霧でも視認性が高いことや、出羽三山に通じる祈りの道でもあるため、魔除けの色として採用している。